# Arthur Iturria
Arthur Iturria (Bayona, 13 de mayo de 1994) es un jugador francés de origen vasco de rugby que se desempeña como segunda línea que juega para el club ASM Clermont Auvergne del Top 14.

## Carrera
Iturria aprende a jugar al rugby en las categorías inferiores del Aviron Bayonnais, pero en 2012 firma un contrato por ASM Clermont Auvergne lo que le llevaría a iniciar su carrera profesional en la temporada 2015-16 a la edad de 22 años enfrentándose el 22 de agosto de 2015 a La Rochelle en un partido que ganaron por 6-44, en esta temporada jugó un total de 11 partidos, siendo en uno de ellos titular.En la temporada siguiente ya consigue hacerse un hueco en el equipo, llegando a jugar un total de 20 partidos durante el año, llegando a conseguir jugar la final de la copa de Europa que perderían ante Saracens por el marcador de 17-28. Esta misma temporada se planta en la final del top 14 ante Toulon donde vencen con un marcador de 22-16

## Selección nacional
Iturria en categorías inferiores jugó para Francia sub-18 y  Sub-20 llegando a participar en el mundial de categoría sub-20 donde Francia logró el 6 puesto.
En noviembre de 2016, fue seleccionado en el equipo de Francia por Guy Novès en el grupo de 30 jugadores para preparar la gira de otoño 8 . Sin embargo, no llega a debutar en la gira. De nuevo es seleccionado en enero de 2017 el grupo de preparación del Torneo de las Seis Naciones 2017, donde jugó su primer partido con el XV de Francia contra la Inglaterra 4 de febrero de, 2017 al entrar como reemplanzo de su compañero de equipo Sébastien Vahaamahina en el minuto 72.

## Palmarés y distinciones notables
- Campeón del Top 14 2016/17 (Clermont)